# Kolokynthoú
Kolokynthoú (Kolokynthou) är en ort i Grekland.   Den ligger i prefekturen Nomós Kastoriás och regionen Västra Makedonien, i den norra delen av landet, 400 km nordväst om huvudstaden Aten. Kolokynthoú ligger 667 meter över havet och antalet invånare är 744.
Terrängen runt Kolokynthoú är platt söderut, men norrut är den kuperad. Runt Kolokynthoú är det ganska glesbefolkat, med 47 invånare per kvadratkilometer. Närmaste större samhälle är Kastoria, 4,8 km öster om Kolokynthoú. Trakten runt Kolokynthoú består till största delen av jordbruksmark.